# Equus zebra hartmannae
La cebra de montaña de Hartmann (Equus zebra hartmannae), es una subespecie de la cebra de montaña perteneciente a la familia Equidae y que se encuentra al suroeste de Angola y oeste de Namibia. Viven en pequeños grupos de entre siete y doce individuos. Son ágiles trepadores y son capaces de vivir en las condiciones áridas, montañosas y escarpadas del país.
Se ha argumentado que la cebra de montaña de Hartmann debe ser considerado una especie distinta de la cebra de montaña del Cabo, pero esto no es compatible con las pruebas genéticas. En consecuencia, se considera una subespecie en Mammal Species of the World.